# Burton Wanderers FC
Burton Wanderers FC (celým názvem: Burton Wanderers Football Club) byl anglický fotbalový klub, který sídlil ve městě Burton-on-Trent v nemetropolitním hrabství Staffordshire. Založen byl v roce 1871. V roce 1894 byl přijat do Football League, kde setrval až do roku 1897 poté, co byl z ligy vyloučen. V roce 1901 byl sloučen s Burton Swifts do nově vzniklého Burton United. Klubové barvy byly modrá, bílá a černá.
Své domácí zápasy odehrával na stadionu Derby Turn.

## Historické názvy
Zdroj: 
- 1871 – Burton Wanderers FC (Burton Wanderers Football Club)
- 1901 – fúze s Burton Swifts FC ⇒ Burton United FC
- 1901 – zánik

## Úspěchy v domácích pohárech
Zdroj: 
- FA Cup
  - 2. kolo: 1893/94

## Umístění v jednotlivých sezonách
Stručný přehled
Zdroj: 
- 1889–1894: Midland Football League
- 1894–1897: Football League Second Division
- 1897–1901: Midland Football League

Jednotlivé ročníky
Zdroj: 
Legenda: Z – zápasy, V – výhry, R – remízy, P – porážky, VG – vstřelené góly, OG – obdržené góly, +/- – rozdíl skóre, B – body, červené podbarvení – sestup, zelené podbarvení – postup, fialové podbarvení – reorganizace, změna skupiny či soutěže
| Anglie (1889 – 1901) |                         |        |    |    |   |    |    |    |     |    |        |
| Sezóny               | Liga                    | Úroveň | Z  | V  | R | P  | VG | OG | +/- | B  | Pozice |
| 1889/90              | Midland Football League | –      | 20 | 11 | 3 | 6  | 42 | 40 | +2  | 25 | 4.     |
| 1890/91              | Midland Football League | –      | 18 | 7  | 4 | 7  | 25 | 33 | -8  | 18 | 6.     |
| 1891/92              | Midland Football League | –      | 20 | 10 | 2 | 8  | 48 | 32 | +16 | 22 | 5.     |
| 1892/93              | Midland Football League | –      | 24 | 15 | 4 | 5  | 49 | 33 | +16 | 34 | 2.     |
| 1893/94              | Midland Football League | –      | 20 | 17 | 3 | 0  | 82 | 12 | +70 | 35 | 1.     |
| 1894/95              | Second Division         | 2      | 30 | 14 | 7 | 9  | 67 | 39 | +28 | 35 | 7.     |
| 1895/96              | Second Division         | 2      | 30 | 19 | 4 | 7  | 69 | 40 | +29 | 42 | 4.     |
| 1896/97              | Second Division         | 2      | 30 | 9  | 2 | 19 | 31 | 67 | -36 | 20 | 15.    |
| 1897/98              | Midland Football League | –      | 22 | 5  | 6 | 11 | 31 | 44 | -13 | 16 | 11.    |
| 1898/99              | Midland Football League | –      | 26 | 11 | 5 | 10 | 49 | 38 | +11 | 27 | 6.     |
| 1899/00              | Midland Football League | –      | 24 | 6  | 6 | 12 | 40 | 62 | -22 | 18 | 10.    |
| 1900/01              | Midland Football League | –      | 26 | 4  | 3 | 19 | 33 | 99 | -66 | 11 | 14.    |